# Batha Est
Batha Est là một tỉnh của Chad ở vùng Batha, một vùng của Chad với thủ phủ là Oum Hadjer.

## Hành chính
Tỉnh gồm 4 phó tỉnh (sous-préfectures):
- Am Sack
- Assinet
- Haraze Djombo Kibit
- Oum Hadjer